# Яогань-15
Яогань-15 (кит. упр. 遥感十五号) — китайский спутник оптической разведки серии Яогань. По официальной информации, спутники Яогань предназначены для дистанционного зондирования Земли, определения урожайности земель, предупреждения о стихийных бедствиях. Однако независимые эксперты считают их разведывательными спутниками.

## Конструкция
Спутники Яогань имеют два типа: оптические и радарные. Яогань-15 несёт радар, предназначенный для всепогодного наблюдения за наземными объектами.